# Disko 4000
Disko 4000 war eine estnische Dance-Pop-Gruppe, die beim Eesti Laul 2010 antrat und den siebten Platz im Finale erreichte. Nach dem Auftritt trennte sich das Quartett wieder.

## Besetzung und Hintergrund
Die Sängerin der Band war Piret Järvis, die mit der Girlgroup Vanilla Ninja europaweit Erfolge feiern konnte. Sie war die Frontfrau der Band und sang den Song Ei Usu allein, wobei sie im Refrain von Backgroundsängerinnen unterstützt wurde. Im Jahr 2005 trat sie mit Vanilla Ninja für die Schweiz mit dem Titel Cool Vibes beim Eurovision Song Contest 2005 an und erreichte den achten Platz. Die weiteren drei Bandmitglieder sind Sander Loite, Paul Oja und Kallervo Karu.

## Eesti Laul 2010
Ei Usu wurde am 28. Januar 2010 in Estland veröffentlicht. Zudem wurde am selben Tag ein Tallinn Funk Remix öffentlich gestellt. Järvis und Loite produzierten den Titel, geschrieben wurde der Songtext von Oja und Karu. 
Das Stück hat, gemäß den Regeln des Eurovision Song Contests, eine Dauer von weniger als drei Minuten. Für ihren Auftritt hat die in Estland bekannte Modedesignerin Liina Stein die Kostüme entworfen. Diese waren in Schwarz-weiß angelegt.
Mit Ei Usu gingen sie am 12. März 2010 in der Nokia Concert Hall in Tallinn an den Start. Ihre Startnummer im Finale war die sechs. Mit sieben Punkten belegten sie am Ende den siebten Platz.

## Bandname
„Der Name Disko4000 könnte man zur Zeit einfach als Namen des Projektes sehen, für diesen einen konkreten Wettbewerb. Ob wir den Namen auch weiterhin verwenden werden, wissen wir noch nicht. Aber auf jeden Fall werden wir weiterhin zusammen Musik machen.“